# Thorbjørn Svenssen
Ole Thorbjørn Svenssen (ur. 22 kwietnia 1924 w Sandar, zm. 8 stycznia 2011 w Sandefjordzie) – norweski piłkarz grający na pozycji lewego lub środkowego obrońcy. W swojej karierze rozegrał 104 mecze w reprezentacji Norwegii i jest pod tym względem rekordzistą.

## Kariera klubowa
Przez całą swoją karierę piłkarską Svenssen występował w klubie Sandefjord BK. W jego barwach zadebiutował w 1944 roku. Wraz z klubem z Sandefjordu wywalczył wicemistrzostwo Norwegii w sezonie 1955/1956. Z kolei w latach 1957 i 1959 zagrał w finale Pucharu Norwegii, w którym Sandefjord BK przegrywał odpowiednio z Fredrikstad FK (0:4) i Vikingiem (1:2). Karierę zakończył w 1966 roku.

## Kariera reprezentacyjna
W reprezentacji Norwegii Svenssen zadebiutował 11 czerwca 1947 roku w wygranym 3:1 towarzyskim meczu z Polską, rozegranym w Oslo. W swojej karierze grał w: eliminacjach do MŚ 1954, MŚ 1958, Euro 60 i MŚ 1962. Od 1947 do 1962 roku rozegrał w kadrze narodowej 104 mecze i jest pod tym względem rekordzistą.